# Котинговые
Котинговые (лат. Cotingidae) — семейство воробьиных птиц.
Для этих птиц характерно особое устройство нижней гортани. Некоторые котинги способны издавать необычные для птиц звуки, напоминающие звон колокола, рёв или мычание и т.п. Длина тела от 10 до 50 см. Оперение у многих видов котинговых яркое.
Распространены в тропических лесах Центральной и Южной Америки. Гнездятся в дуплах деревьев, некоторые котинги прилепляют гнёзда к скалам. Большинство видов питаются исключительно или почти исключительно фруктами. Небольшая часть рациона, особенно у крупных видов, включает беспозвоночных, главным образом насекомых, а также мелких лягушек и ящериц. Траворезы питаются в основном листьями и в меньшей степени цветами и фруктами.

## Список родов
В состав семейства включают 24 рода с 66 видами:
- Ampelioides Verreaux, 1867 — Чешуйчатые плодоеды
- Pipreola Swainson, 1838 — Манакиновые плодоеды
- Snowornis Prum, 2001
- Carpornis Gray, 1846 — Ягодоеды
- Rupicola Brisson, 1760 — Скальные петушки
- Phoenicircus Swainson 1832 — Чёрно-красные котинги
- Zaratornis Koepcke, 1954
- Phytotoma Molina, 1782 — Траворезы
- Phibalura Vieillot, 1816 — Ласточковые котинги
- Doliornis Taczanowski, 1874
- Ampelion Tschudi, 1845 — Ампелионы
- Haematoderus Bonaparte, 1854 — Карликовые плодоеды
- Querula — Пурпурногорлые плодоеды
- Pyroderus Gray — Красногрудые плодоеды
- Cephalopterus E.Geoffroy Saint-Hilaire, 1809 — Зонтичные птицы
- Perissocephalus Oberholser, 1899 — Котинги-капуцины
- Lipaugus Boie, 1828 — Сорокопутовые пихи
- Procnias Illiger, 1811 — Звонари, или птицы-колокольчики
- Cotinga Brisson, 1760 — Настоящие котинги
- Porphyrolaema Bonaparte, 1954 — Пурпурногорлые котинги
- Conioptilon Lowery et O'Neill, 1966 — Чернолицые котинги
- Gymnoderus E.Geoffroy Saint-Hilaire, 1809 — Голошейные плодоеды
- Xipholena Gloger, 1842 — Украшенные котинги
- Carpodectes Salvin, 1865 — Белые котинги

Недавно[когда?] роды Laniisoma, Laniocera и Iodopleura включены в семейство Tityridae.